# Wilson City (Misuri)
Wilson City es una villa ubicada en el condado de Misisipi en el estado estadounidense de Misuri. En el Censo de 2010 tenía una población de 115 habitantes y una densidad poblacional de 592,02 personas por km².

## Geografía
Wilson City se encuentra ubicada en las coordenadas 36°55′25″N 89°13′23″O / 36.92361, -89.22306. Según la Oficina del Censo de los Estados Unidos, Wilson City tiene una superficie total de 0.19 km², de la cual 0.19 km² corresponden a tierra firme y (0%) 0 km² es agua.

## Demografía
Según el censo de 2010, había 115 personas residiendo en Wilson City. La densidad de población era de 592,02 hab./km². De los 115 habitantes, Wilson City estaba compuesto por el 2.61% blancos, el 97.39% eran afroamericanos, el 0% eran amerindios, el 0% eran asiáticos, el 0% eran isleños del Pacífico, el 0% eran de otras razas y el 0% pertenecían a dos o más razas. Del total de la población el 0% eran hispanos o latinos de cualquier raza.